# Quartier du Faubourg-du-Roule
O Quartier du Faubourg-du-Roule é o 30.º bairro administrativo de Paris localizado no 8.º arrondissement.

## Localização e delimitação
O Quartier du Faubourg-du-Roule cobre 79,7 hectares. É delimitada pela Place de l'Étoile, pelos Champs-Elysées até a Rotatória dos Champs-Élysées, Avenue Matignon, Rue de Courcelles até o Boulevard de Courcelles (Place de la République-de-l'Équateur), Boulevard de Courcelles até Place des Ternes e Avenue Wagram até o retorno à Place de l'Étoile.
O bairro é atravessado pela seção oeste da rue du Faubourg-Saint-Honoré, que tem sido seu eixo central por séculos.

## Descrição

O bairro de Faubourg-du-Roule no mapa do 8.º arrondissement.

O distrito de Faubourg-du-Roule corresponde aproximadamente à antiga vila composta por três elementos: o Bas-Roule, que formou uma massa em torno da Igreja de Saint-Philippe-du-Roule, o Haut-Roule, ao nível da atual Place des Ternes e a Ville l'Évêque que se uniu a ela em 1639. O bairro atual é limitado a noroeste pelo Boulevard de Courcelles seguindo a antiga rota da Muro dos Fazendeiros Gerais e três de suas antigas barreiras: a norte a barreira de Courcelles, a centro a barreira de Roule (ou barreira de Ternes) e a oeste a barreira de Étoile (ou barreira de Neuilly).
A leste, o distrito é limitado pela localização da antiga Porte du Roule que, a partir de 1631, permitia sair de Paris depois de atravessar o Grande Esgoto (ou Ponte du Roule), e que se localizava aproximadamente no cruzamento da rue du Colisée. A parte da atual rue du Faubourg-Saint-Honoré que pertence ao distrito de Faubourg-du-Roule, tornou-se então a Chaussée du Roule.
Discute-se a origem etimológica deste nome, encontra-se na forma Rollum ou Rotulum, a partir do início do século XIII, surge então a forma francesa "Roole", mas seu nome provavelmente vem dos carroceiros (rouliers), que corresponderia à sua posição na grande penetrante oeste que ia da ponte (ou vau) de Neuilly ao Mercado dos Inocentes (Halles de Paris). Os carroceiros eram "intermediários que recebem e se encarregam de transportar todos os tipos de engradados, baús e fardos de mercadorias, por todas as Cidades do Reino e Países estrangeiros, a um preço acordado com os comitentes".
A grande via de penetração oeste já era, antes dos romanos, uma das mais movimentadas vias de acesso a Lutécia. Ela constituiu " a " via decúmana no eixo Sens-Ruão. Ela seguia a rota atual da Rue du Faubourg-Saint Antoine, seguia pelo Faubourg Saint-Honoré e então, tomando a ladeira menos íngreme, passava entre a Butte de l'Étoile (conhecida como Montagne du Roule, muito mais alta do que hoje) e as alturas de Monceaux ao vau de Neuilly.

## Histórico
Este bairro foi criado em 1790, durante a Revolução Francesa, sob o nome revolucionário de Section du Roule, de 1790 a outubro de 1792, Section de la République de outubro de 1792 a outubro de 1795 data em que retoma a sua denominação original; Section du Roule.
Por decreto prefectural de 10 de maio de 1811, a Seção du Roule que se situava no antigo 1.º arrondissement de Paris leva o nome de Quartier du Roule.
Pela lei de 16 de junho de 1859 que eleva a comuna de Paris a vinte arrondissements, o distrito de Roule torna-se o distrito de Faubourg-du-Roule, o 30.º bairro administrativo de Paris, e está localizado no 8.º arrondissement.

### Vila du Roule
A primeira menção da Vila du Roule encontra-se em forais do século XIII. Era então uma aldeia dependente de Villiers-la-Garenne, incluída no senhorio de Clichy. Tudo estava fora dos muros e além das sucessivas Portes Saint-Honoré. Foi além de um braço do Sena que, no século XIV, para ser transformada em esgoto.
Por volta de 1200, a corporação dos Monnayeurs da Monnaie de Paris comprou ali uma casa para abrigar e cuidar de seus membros portadores de lepra.
Em abril de 1217, Pierre de Nemours, bispo de Paris, o autoriza a construir uma capela. Esta primeira capela apresentava-se como uma pequena igreja campestre de nave única, prolongada por um coro iluminado por cinco janelas separadas por contrafortes. A administração da casa é especificada por um acordo de 12 de março de 1342. Em meados do século XVI, tendo a lepra quase desaparecido na França, os prédios foram alugados pelos Monnayeurs a seus oficiais como uma casa de campo. Esta casa é colocada sob o vocábulo de São Tiago e Filipe, patronos da corporação  .
Na Idade Média, a via central, que ia da igreja de Saint-Honoré (edifício que hoje não existe mais que ficava entre a rue Croix-des-Petits-Champs e a rue des Bons-Enfants) até a Ponte du Roule (sobre o Grande Esgoto), já era chamado de "Rue du Faubourg Saint-Honoré". Além, este caminho tornou-se o Chemin du Roule, indicado em uma carta de 1222.
Ao deixar Paris, ela foi sucessivamente nomeada "Rue du Faubourg-du-Roule", "Chaussée du Roule" (1635), "Rue du Bas-Roule" e "Rue du Haut-Roule", depois "Rua Saint-Honoré", "Rue du Faubourg Saint-Honoré", "Avenue de Neuilly" e depois "Avenue des Ternes".

### Rolo baixo e rolo alto
Ao longo desta antiga estrada foi construída a Vila du Roule que compreendia duas aldeias, Bas-Roule (da rue Royale a Saint-Philippe), terra considerada pantanosa, e Haut-Roule (de Saint-Philippe a Étoile).
A vila du Roule é mostrada pela primeira vez no Mapa de Truschet e Hoyau em 1552. Existem apenas algumas casas, alguns moinhos e a velha Rue des Petits-Champs bloqueada pelas paredes. À direita, saindo do portão de Saint-Honoré e além do Grande Esgoto, havia um caminho chamado Roule aux Porcherons que passava pelo mercado de cavalos e sua forca, depois pelo "Pequena Polônia". Em seguida, cruzou a Chaussée d'Antin para chegar à Porte Montmartre e à Rue du Faubourg de mesmo nome.
Em 20 de dezembro de 1597, uma escritura passada pelos Monnayeurs no terrier de Saint-Victor para sua casa em Le Roule menciona isso como "presentemente em ruínas". Mas no início do século XVII, foram feitas grandes reparações na quinta e foram medidos os terrenos para arrendamento.

### La Ville l'Évêque
La Ville l'Évêque, uma simples aldeia em torno de uma fazenda pertencente ao bispo de Paris, tornou-se no século XIII uma vila digna de ser erigida em paróquia com uma igreja dedicada a Santa Maria Madalena, reconstruída em 1492 e 1660. Estendia-se além da Porte Saint-Honoré em um arco desde o início dos Champs-Élysées até o atual Boulevard des Capucines; toda a sua parte entre o atual Boulevard des Capucines e o Grande Esgoto ainda era, em 1763, nada além de pântanos cultiváveis.

### A Paróquia du Roule
Por diversas vezes, foi recordada a proibição de construção de habitações fora dos limites da capital: uma primeira vez em 1548, depois em 1627, 1633 e 1642. Em 1639, a pedido dos habitantes, o rei Luís XIII concedeu permissão para construir (o que até então era proibido) e unir com a vila de La Ville l'Évêque. Quando as muralhas são destruídas, os limites de construção são materializados por terminais, mas os limites nunca são respeitados, devem ser movidos em 1724, 1726, 1728 e 1765. Sendo as fraudes fáceis, os Fazendeiros Gerais obtiveram de Luís XVI a substituição dos limites de construção por uma muralha contínua que, encomendada em maio de 1784 , foi concluída em 1787.
A capela dos Monnayeurs caía em ruínas, e com isso sua reconstrução foi prevista. Previa-se a construção de um pequeno edifício de nave única terminando em semicírculo, com 9 toesas 4 pés de comprimento por 4 toesas de largura, mas o projeto não foi executado. Em 1636 e 1642, limitaram-se a fazer reparações na antiga capela. Em 1657, Frémin de Cotte, arquiteto e engenheiro do rei, e Jean Pasquinot, mestre pedreiro juramentado, defenderam a demolição e a reconstrução.

### Faubourg de Paris
O bairro começou a se desenvolver com a criação do primeiro viveiro real, que se localizava entre a rue du Faubourg-du-Roule, esgoto correspondente ao traçado da atual rue La Boétie, Champs-Élysées e rue de Chaillot (atual rue de Berri).
Em 30 de janeiro de 1722, o Roule foi erigido em um faubourg de Paris. Uma barreira de outorga foi estabelecida, em 1728, à entrada desta vila, em frente à igreja, para a separar de Paris. Essa barreira foi chamada de "Barreira du Roule" e foi transferido em 1788 para a Place des Ternes durante a construção do Muro dos Fermiers Généraux.
A especulação que tomou conta do Faubourg Saint-Honoré em meados do século XVIII chegou ao Faubourg du Roule. Em 1755, a Condessa de Langeac adquiriu o terreno da antiga creche real para criar ali um loteamento. Os Monnayeurs venderam sua casa e suas terras. O desenvolvimento do bairro está acelerando tanto que em 1785 quase todas as ruas atuais foram perfuradas.

## Principais ruas do Bairro

### Ruas
- Boulevard Haussmann
- Rue d'Artois
- Rue Balzac
- Rue Beaujon
- Rue Boissy-d'Anglas
- Rue Lord-Byron
- Rue de Berri
- Rue Paul-Cézanne
- Avenue des Champs-Élysées
- Rue Chateaubriand
- Rue du Colisée
- Rue de Courcelles
- Boulevard de Courcelles
- Rue Daru
- Rue du Faubourg-Saint-Honoré
- Avenue de Friedland
- Avenue Franklin-Roosevelt
- Avenue Gabriel
- Avenue Hoche
- Rue La Boétie
- Rue de la Néva
- Avenue Matignon
- Avenue de Marigny
- Boulevard Malesherbes
- Avenue de Messine
- Rue de Miromesnil
- Rue de Monceau
- Rue Murillo
- Rue Pierre-le-Grand
- Rue de Ponthieu
- Rue de Tilsitt
- Rue de Téhéran
- Avenue Van-Dyck
- Avenue de Wagram
- Rue Washington

### Praças
- Place des Ternes
- Place de l'Étoile
- Place Beauvau

### Principais locais
- Arco do Triunfo
- Igreja Saint-Philippe-du-Roule
- Igreja Ortodoxa Russa: Catedral Saint-Alexandre-Nevsky
- Hôtel Salomon de Rothschild